# Berta Kolokoltseva
Albertina "Berta" Iosifovna Kolokoltseva (ryska: Альбертина "Берта" Иосифовна Колокольџева), född 29 oktober 1937 i Kemerovo, är en rysk före detta skridskoåkare som tävlade för Sovjetunionen.
Kolokoltseva blev olympisk bronsmedaljör på 1 500 meter vid vinterspelen 1964 i Innsbruck.